# 2004 렉셀
2004 렉셀(2004 Lexell, 임시 명칭: 1973 SV2)은 소행성대 내부 영역에 있는 돌이 많은 플로리안 소행성으로 직경이 약 7.5km이다. 이 소행성은 1973년 9월 22일 소련 천문학자 니콜라이 체르니크(Nikolai Chernykh)에 의해 크림반도 나우치니(Nauchnij)에 있는 크림 천체물리 관측소에서 발견되었으며 나중에 스웨덴 - 러시아 천문학자이자 수학자 안데르스 요한 렉셀(Anders Johan Lexell)의 이름을 따서 명명되었다.

## 분류 및 궤도
렉셀은 돌이 많은 소행성의 가장 큰 충돌 개체군 중 하나인 플로라족의 구성원이다. 이 별은 3년 2개월(1,169일)에 한 번씩 2.0~2.3 AU 거리에서 태양을 공전한다. 궤도의 이심률은 0.08이고 황도에 대한 기울기는 2°이다.
이 소행성은 1938년 11월 핀란드 투르쿠 천문대에서 처음으로 1938 WL로 확인되었으며, 나우치니에서 공식적으로 발견되기 전까지 이 소행성의 관측 범위가 35년 더 늘어났다.